# Anaranya
Anaranya é um personagem da mitologia hindu.
Um descendente de Ikshvaku e o rei de Ayodhya. De Acordo com Ramayana, muitos reis se submeteram a Ravana sem lutar, mas quando Anaranya foi chamada para lutar ou se submeter, ele se preparou para lutar. Seu exercito foi derrotado e ele caiu da sua biga. Ravana: triunfou sobre o seu prostrado inimigo, que replicou mordaz que ele seria derrotado pelo destino , e com isso previu a morte de Ravana nas mãos de Rama, um descendente de Anaranya.